# 新野直吉
新野 直吉（にいの なおよし、1925年7月28日 - 2024年1月17日）は、日本の歴史家。日本古代史および東北地方史を専門領域とする。文学博士（東北大学）。秋田大学名誉教授、秋田県立博物館名誉館長、秋田県文化財保護審議会会長、秋田県生涯学習審議会会長、秋田市史編さん委員長、東北史学会名誉会員。かつての読みは「なおきち」。

## 経歴
山形県西置賜郡小国町の旧肝煎の家に生まれる。神宮皇學館大學附属専門部に在学中、応召。戦後、同課程を卒業の後、復員兵の復学優遇制度により、東北帝国大学法文学部（のち東北大学文学部）国史学科に入学する。1950年同大学を卒業。1972年「日本古代における地方制度の諸問題に関する研究」で文学博士。同学部助手、秋田大学学芸学部講師、同助教授、同教授を経て、1989年同教育学部長・教育学研究科長。附属図書館長、同学部附属中学校長、秋田大学史学会長、東北史学会長などを歴任する。1991年秋田大学学長、同医療技術短期大学部学長に就任する。停年退官後、ひとたび病に倒れたものの、1998年秋田県立博物館長となる。
2000年勲二等旭日重光章を受章。このほか秋田市文化賞（1979年）、秋田県教育功労賞（1983年）、日本教育研究連合会表彰（1985年）、秋田県文化功労賞（1986年）、河北文化賞（1990年）を受けている。
2024年1月17日午前8時10分、老衰のため、秋田市内の病院で死去した。98歳没。死没日付をもって正四位に叙された。

## 実績
- 国造制研究の第一人者。神道史にも通ずる。
- 通時代的な奥羽の地域史研究者としても知られ、秋田美人に関する著書もある。

## その他
- 北海道教育大学教授佐々木馨は門下生、作家佐治芳彦は学部時代の後輩。
- 国立国語研究所の新野直哉は実子。
- 青年将校であったせいか、古武士然とした峻厳なる研究者である、と若き日を知る人は語る。

## 自伝
- 「学び来し方」『秋大史学』37（1991年）
- 『史学の坂道を歩む-倉田山から五十年-』 皇學館大學講演叢書77（1994年）

## 主な著作
単著
- 『多賀城と秋田城』 （東北出版、1959年）
- 『国造と県主』 （至文堂、1965年）
- 『律令古代の東北』 （北望社、1969年）
- 『古代東国の開拓』 （塙書房、1969年）
- 『出羽の国』 （学生社、1973年）
- 『研究史国造』 （吉川弘文館、1974年）
- 『古代東北の覇者 ― 史実の中の安倍・清原・藤原氏 ―』 （中公新書、1974年）
- 『日本古代地方制度の研究』 （吉川弘文館、1974年）
- 『謎の国造』 （学生社、1975年）
- 『古代東国史の人々』 （吉川弘文館、1978年）
- 『秋田美人の謎』 （白水社、1984年。のち中公文庫、2006年）
- 『古代東北史の基本的研究』 （角川書店、1986年）
- 『古代東北日本の謎』 （大和書房、1988年）
- 『古代東北の兵乱』 （吉川弘文館、1989年）
- 『田村麻呂と阿弖流為 ― 古代国家と東北 ―』 （吉川弘文館、1994年）
- 『古代日本と北の海みち』 （高科書店、1994年）

共著
- 『払田柵の研究』 （文献出版、1990年。船木義勝との共著）

論文
- 「古代北羽の仏教弘通」 『日本仏教』 14 （1962年）

講演録
- 「北方日本古代文化と秋田美人」 『日本音響学会誌』 43-2 （1987年）

校注
- 『神道大系神社編 27』 陸奥国下 （神道大系編纂会、1984年）